# Martin Schumacher (Statistiker)

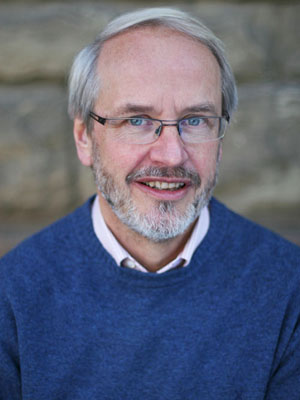
Martin Schumacher (2012)

Martin Schumacher (* 28. Juni 1950 in Dortmund) ist ein deutscher Statistiker und emeritierter Professor. Von 1986 bis 2017 war er Direktor des Instituts für Medizinische Biometrie und Medizinische Informatik des Universitätsklinikums Freiburg.

## Leben und Werk
Martin Schumacher schloss 1974 an der Universität Dortmund das Studium der Mathematik und Statistik mit dem Diplom ab und promovierte dort im Jahre 1977. Von 1975 bis 1979 und von 1983 bis 1986 arbeitete er zunächst als wissenschaftlicher Mitarbeiter bei Siegfried Schach und dann als Universitätsprofessor für Statistik in den Naturwissenschaften an der Abteilung Statistik der Universität Dortmund. Zwischenzeitlich wechselte er an das von Herbert Immich geleitete Institut für Medizinische Statistik der Universität Heidelberg (1979–1983), an der er im Jahr 1982 mit einer Arbeit zur Analyse von Überlebenszeiten habilitierte. Als Gastprofessor arbeitete er 1984 am Department of Biostatistics der University of Washington in Seattle (USA). Kurz nach seiner Rückkehr an die Abteilung Statistik in Dortmund erhielt er einen Ruf auf die Professur am Institut für Medizinische Biometrie und Medizinische Informatik des Universitätsklinikums Freiburg, das er von April 1986 bis zu seinem Ruhestand im Mai 2017 leitete.
Unmittelbar nach seinem Antritt in Freiburg gründete er 1986 ein Zentrum zur methodischen Betreuung von Therapiestudien (ZMBT), eines der ersten seiner Art an einer deutschen Universitätsklinik. Am Universitätsklinikum Freiburg wurde im Jahre 1999 durch seine Initiative eines der ersten Koordinierungszentren für Klinische Studien eingerichtet.
Am Institut initiierte Martin Schumacher ein Konzept moderner Informationstechnologie, das auf die wachsenden Bedürfnisse der biostatistischen Forschung und der klinischen Studien zugeschnitten war. So wurden bereits Anfang der 1990er Jahre erstmals in Deutschland Jahre flächendeckend Workstations als Wissenschaftlerarbeitsplätze eingesetzt. Darüber hinaus wurde zur gleichen Zeit ein Datenmanagementsystem für klinische Studien entwickelt, das die in internationalen Richtlinien festgelegten Anforderungen zur Sicherung valider Studiendaten erfüllte.
Neben der Forschung legte Martin Schumacher immer großes Gewicht auf Ausbildung und Förderung des wissenschaftlichen Nachwuchses und damit auch auf die Lehre. Im deutschsprachigen Raum ist das Buch „Schumacher, Schulgen: Methodik klinischer Studien“ das erste Lehrbuch zu diesem Thema in deutscher Sprache und auch das Standardlehrbuch in Deutschland.
Martin Schumacher war fest mit der Medizinischen Fakultät der Universität Freiburg (Dekan von 2001 bis 2003) verbunden, jedoch immer auch mit Blick und engem Kontakt zu benachbarten Disziplinen. Er war Mitglied der Mathematischen Fakultät, und es bestand über 20 Jahren eine enge Kooperation mit Wissenschaftlern aus der Mathematik, Physik, Biologie und Informatik im Rahmen des interdisziplinären Freiburger Zentrums für Datenanalyse und Modellbildung (FDM). Seit seinem Beginn in Freiburg 1986 hatte Martin Schumacher durch viele Forschungsprojekte das Institut zu einem international beachteten Forschungszentrum der Biometrie in Deutschland entwickelt. Im methodischen Bereich gab es seit den 1980er Jahren mehrere internationale Symposien, er war mehrfach Tagungsleiter für Medizinische Statistik in Oberwolfach, Tagungsleiter der International Biometric Conference (IBC) 2002 und Tagungsleiter des dritten gemeinsamen Meetings der Deutschen Arbeitsgemeinschaft Statistik (DAGStat 2013). Als Würdigung seiner Arbeit erhielt er eine Einladung als Redner der 21. Bradford Hill Memorial Lecture 2012. Unter seiner Leitung wurde in Freiburg das Studienzentrum, das Deutsche Cochrane Zentrum sowie das Deutsche Register klinischer Studien gegründet.
Martin Schumacher ist (Ko-)Autor von über 250 wissenschaftlichen Publikationen und Betreuer von über 30 Dissertationen. Gemeinsam mit Mitarbeitern und wissenschaftlichen Nachwuchskräften hat er eine große Zahl international beachteter Arbeiten über vielfältige methodische und statistische Aspekte der Planung und Auswertung von Studien der klinischen Epidemiologie verfasst. Dabei stand die Übertragung der entwickelten statistischen Methoden in die klinische Forschung und somit eine enge Zusammenarbeit mit klinischen Partnern aus vielfältigen Bereichen immer im Mittelpunkt der Forschung.

## Veröffentlichungen
- Methodik klinischer Studien: Methodische Grundlagen der Planung, Durchführung und Auswertung. Martin Schumacher, Gabi Schulgen, Springer 2008.
- Competing Risks and Multistate Models with R. Jan Beyersmann, Arthur Allignol, Martin Schumacher, Springer 2012.

## Wirken und Auszeichnungen
- Bradford Hill Memorial Lecture (2012)[2]
- Ehrenmitglied der Deutsche Region der Internationalen Biometrischen Gesellschaft (2014)[3]
- Ehrenmitglied der International Society for Clinical Biostatistics (2015)[4]
- Honorary Life Membership der International Biometric Society (2018)[5]

Martin Schumacher wirkte als Mitglied und Gutachter zahlreicher Kommissionen und Gremien mit. Speziell hervorzuheben ist seine gemeinsame Tätigkeit mit Edgar Brunner als Editor des Biometrical Journal von 2004 bis 2009.